# Oostenrijk op de Olympische Zomerspelen 1904
Oostenrijk nam deel aan de Olympische Zomerspelen 1904 in St. Louis, Verenigde Staten. Het Internationaal Olympisch Comité beschouwt de resultaten van Oostenrijk apart van die van Hongaars ondanks de unie Oostenrijk-Hongarije destijds.

## Medailleoverzicht
| Sport   | Olympiër   | Discipline                | Medaille |
| ------- | ---------- | ------------------------- | -------- |
| Zwemmen | Otto Wahle | 440 yards vrije stijl (m) | Brons    |

## Deelnemers en resultaten

### Zwemmen
| Olympiër   | Discipline                | Resultaat | Prestatie      |
| ---------- | ------------------------- | --------- | -------------- |
| Otto Wahle | 440 yards vrije stijl (m) | Brons     | 6.39,0         |
| Otto Wahle | 880 yards vrije stijl (m) | DNF       | niet gefinisht |
| Otto Wahle | 1 mijl vrije stijl (m)    | 4e        | 6.39,0         |

Australië · Canada · Cuba · Duitsland · Frankrijk · Griekenland · Groot-Brittannië · Hongarije · Oostenrijk · Verenigde Staten · Zuid-Afrika · Zwitserland · Gemengde teams